# James Hutton Kidd
James Hutton Kidd (* 12. September 1877 in Hexham, Northumberland; †  24. Oktober 1945) war ein neuseeländischer Obstbauer. Bekannt wurde er durch die Zucht der Apfelsorten Kidds Orange Red, Freyberg und vor allem Gala.

## Leben und Werk
Kidd wurde als Kind des Schneiders James Hutton Kidd und dessen Frau Harriett Alice Lee in England geboren. Die Familie zog in Kidds Kindheit nach Christchurch in Neuseeland. In Neuseeland absolvierte Kidd eine landwirtschaftliche Ausbildung, bevor er beschloss, in den Obstbau zu gehen.
Im Umland von Wanganui betrieb er zusammen mit seinem Bruder Wilfried seinen ersten Obstgarten. Der Überlieferung nach wegen schlechter Gesundheit, entschied er sich 1906, seinen Betrieb nach Greytown im South Wairarapa District in der Nähe Wellingtons zu verlegen. Kidd arbeitete hier auf einem 20 Acre (rd. 9000m²) großen Gelände.
Kidd war schon früh an der wissenschaftlichen Forschung zum Obstbau interessiert. Er experimentierte mit verschiedenen Anbaumethoden, unterstützte die Forschung gegen Apfelkrankheiten und setzte sich für die Gründung einer Abteilung für Pflanzenkrankheiten am neuseeländischen Department of Scientific and Industrial Research (DSIR) ein.
Besondere Bedeutung erlangte Kidd aber als Züchter. Er versuchte amerikanische Sorten, die er wegen ihres Aussehens schätzte, mit aromatischeren britischen Sorten unter kontrollierten Bedingungen zu kreuzen. Seinen ersten Erfolg erzielte er 1912 mit einer Kreuzung von Cox Orange mit Delicious. Den Apfel taufte er Delco. Nachdem er den Apfel einige Jahrzehnte auf seinem eigenen Gelände angepflanzt und von dort in den Handel gebracht hatte, verkaufte er die Rechte in den 1930ern an die Händler Duncan and Davies, die ihn als Kidds Orange Red weltweit vertrieben.
Bis zu seinem Tod 1945 unternahm Kidd viele Jahre weitere Kreuzungsversuche, wobei er insbesondere mit Golden Delicious experimentierte. Nach seinem Tod kamen 200 je zwei Jahre alte Bäume an das Institut für Züchtungsforschung am Department of Scientific and Industrial Research in Neuseeland, die Kidd aus seinen Züchtungen gewonnen hatte, die die daraus am Appleby Research Orchard in der Nähe von Nelson die entstehenden Äpfel aufzogen und untersuchten. Während viele der entstandenen Äpfel eine für den kommerziellen Handel zu starke Berostung zeigten, entwickelten sich die zwei Sorten Telstar und Freyberg zu Liebhabersorten.

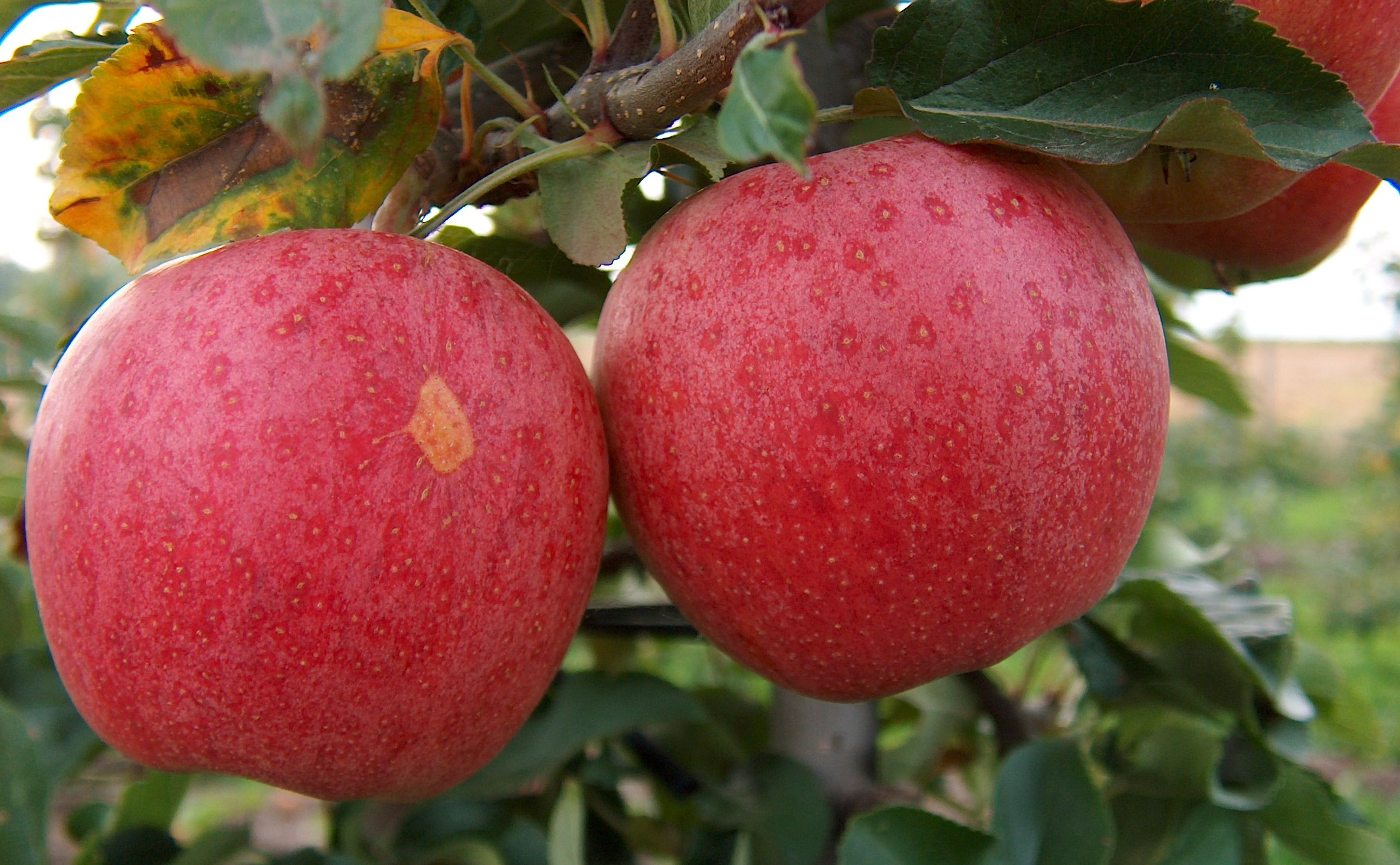
Gala-Äpfel, ursprünglich gezüchtet von James Hutton Kidd

Die Sorte D8 zeigte das größte kommerzielle Potenzial und wurde zu weiteren Versuchen nach North Havelock übersandt. Dort setzte sie sich in einem Test gegen 900 andere Apfelsorten aus der ganzen Welt durch. Die von Kidd gezüchtete Sorte kam als Gala in den Handel, ist heute weltweit verbreitet, und insbesondere die populärste Handelsware. Gala selbst diente als Elternsorte für diverse kommerziell erfolgreiche Äpfel, die seit 2000 in den Handel kamen.
Kidd war seit 1916 mit Laura (Lola) Gilbert verheiratet. Er engagierte sich sowohl in der Lokalpolitik als auch in diversen Verbänden wie der New Zealand Farmers Union. Im Jahr 1970 institutionalisierte die New Zealand Fruitgrowers Association das Kidd Memorial Award Scheme, um weitere Züchtungsforschung zu unterstützen. In Greytown selbst erinnert der Stella Bull Park an Kidd. Im Park sind eine Reihe alter Obstsorten gepflanzt, darunter auch Kidds Orange Red. Kidds Apfelplantage existiert bis heute (Stand 2013).